# Washington megye (Alabama)
Washington megye az Amerikai Egyesült Államokban, azon belül Alabama államban található. Washington megye Alabama állam legrégebbi megyéje és eredetileg Alabama és Mississippi államok nagy részét is magában foglalta. Itt született a Major League Baseball játékos és az észak-karolinai kongresszusi képviselő, Wilmer David "Vinegar Bend" Mizell (1930-1999). St. Stephens városa Alabama Terület fővárosaként szolgált. 1807-ben Aaron Burr volt amerikai alelnököt letartóztatták Washington megyében, mert megpróbálta saját hadseregét felállítani, hogy megtámadja a spanyol területeket Észak-Amerikában. A Sullivan Family nevű country gospel csoport tagjai a bejegyzett Szent István közösségből származtak. Washington megyét egy választott hattagú bizottság irányítja. Megyeszékhelye és legnagyobb városa Chatom. Lakosainak száma 15 388 fő (2020. április 1.). Washington megye Choctaw, Baldwin, Mobile, Clarke, Wayne és Greene megyékkel határos.

## Története
Washington megyét 1800. június 4-én hozták létre a Mississippi Terület megyéjeként Winthrop Sargent kormányzó kikiáltásával. Ez volt az első megye Alabama államban, és a megye eredeti határai keletről nyugatra 300 mérföldre, északra és délre pedig 88 mérföldre terjedtek ki. Washington megye eredeti területéből mintegy 26 400 négyzetmérföldet faragtak ki, így Mississippi államban 16, Alabama államban pedig 29 megyét alakítottak ki. Washington megyét az Egyesült Államok első elnökéről, George Washingtonról nevezték el. A legkorábbi telepesek Georgiából és Karolinából érkeztek a megyébe. A legtöbb korai település a Tombigbee folyó nyugati partján alakult ki. Az első városok közé tartozott McIntosh, Wakefield, St. Stephens és Chatom. Washington megye déli része a MOWA (Mobile and Washington County) Choctaw indiánok együttesének ad otthont, akiknek ősei a Creek-háború 1814-es befejezése után telepedtek le a területen. Bár a MOWA-k nem kaptak hivatalos elismerést a szövetségi kormánytól, a csoportot hivatalosan Alabama törzseként ismerték el 1979-ben, így a MOWA-k 1979-ben jogosultak az ilyen szolgáltatásokra.
McIntosh volt Washington megye első megyei székhelye. 1804-ben a megyeszékhely McIntoshból Wakefieldbe költözött. 1811-ben a megyeszékhely Rodney-be költözött, amelyet végül Franklinnel beépítettek St. Stephensbe, amely 1817-es alapításkor Alabama Terület fővárosa lett. Rodney 1825-ig maradt a megyeszékhely, amikor is a mai Millry közelébe helyezték át. 1842-ben a központibb fekvésű Barrytont választották megyeszékhelyül. Öt évvel később azonban Barryton az újonnan létrehozott Choctaw megye részévé vált, így új megyeszékhelyre volt szükség. 1848-ban az "new" St. Stephenst választották megyeszékhelyül, és 1852-ben épült egy kétszintes tégla bíróság. Amikor 1907-ben újra elköltöztették a megyeszékhelyet, az "new" St. Stephensi törvényszéket a város szabadkőműves páholya megvásárolta, és végül a Szent István Történeti Bizottsághoz került. A felújított bíróság ma városi múzeumként működik. A megyeszékhely 1907-ben költözött Chatomba, ahol egy nagy tégla bíróság épült. 1960-ra a megye kinőtte ezt a bírósági épületet. Az eredeti Chatom bíróság épületét lebontották, hogy helyet adjon egy nagyobb, modernebbnek, amelyet 1965. szeptember 14-én szenteltek fel George Wallace kormányzó vendégelőadóként. Az 1990-es években új bővítéseket hajtottak végre a bíróságon.

## Népesség
A 2020-as amerikai népszámlálás szerint Washington megye lakossága 16 336 volt. A válaszadók 66,0 százaléka fehérnek, 24,0 százaléka afroamerikainak, 7,5 százaléka amerikai indiánnak, 1,9 százaléka két vagy több rasszúnak, 0,2 százaléka ázsiainak és 0,9 százaléka spanyolnak vallotta magát. A megyeszékhely, Chatom Washington megye legnagyobb városa 975 főre becsült lakossággal. További jelentős városok McIntosh és Millry. A háztartások medián jövedelme 42 331 dollár volt, szemben az állam egészére vonatkozó 52 035 dollárral, az egy főre jutó jövedelem pedig 30 391 dollár volt, szemben az állam egészének 28 934 dollárjával.
A megye népességének változása:
| Lakosok száma | 17 599 | 17 336 | 17 115 | 16 877 | 16 804 | 15 388 |
|               | 2010   | 2011   | 2012   | 2013   | 2015   | 2020   |

## Gazdaság
Washington megye gazdasága a huszadik század elejéig a mezőgazdaságon alapult. A megye korai gazdasága a helyi faföldekre összpontosult, a megye északi részein pedig néhány nagy gazdaság állt. A századfordulóra már az egész megyében működtek nagy fűrésztelepek. A fenyőerdőkből gyűjtött terpentin lett a megye „pénztermése”. Az 1950-es évek elején nagy földalatti sókupolákat fedeztek fel McIntosh területén, ami sóbányák és vegyipari vállalatok létrehozásához vezetett. A földgázt az 1970-es évek elején fedezték fel Washington megye nyugati részén, és a Philips Petroleum finomítót épített, hogy kihasználja az újonnan felfedezett energiaforrást. Az Olin Corporation Washington megyei üzemében 1952 óta gyárt vegyszereket. Ma Washington megye fő iparága továbbra is a fa.

## Foglalkoztatás
A 2020-as népszámlálási becslések szerint Washington megyében a munkaerő a következő ipari kategóriák között oszlik meg:
- Feldolgozóipar (21,5 százalék)
- Oktatási szolgáltatások, valamint egészségügyi és szociális segélyek (18,3 százalék)
- Építőipar (12,9 százalék)
- Szakmai, tudományos, gazdálkodási, valamint adminisztratív és hulladékgazdálkodási szolgáltatások (9,6 százalék)
- Kiskereskedelem (8,8 százalék)
- Szállítás és raktározás, valamint közművek (7,4 százalék)
- Művészetek, szórakoztatás, rekreáció, valamint szállás- és étkezési szolgáltatások (4,8 százalék)
- Egyéb szolgáltatások, kivéve a közigazgatást (4,0 százalék)
- Mezőgazdaság, erdőgazdálkodás, halászat és vadászat , valamint kitermelő (3,9 százalék)
- Közigazgatás (3,7 százalék)
- Pénzügy és biztosítás, valamint ingatlan, bérbeadás és lízing (3,4 százalék)
- Nagykereskedelem (1,6 százalék)
- Információ (0,1 százalék)

## Oktatás
A Washington megyei iskolarendszer nyolc általános és középiskolát felügyel.

## Földrajz
A több mint 1000 négyzetmérföldet magába foglaló Washington megye Alabama délnyugati részén található. A Coastal Plain fiziográfiai szakaszának része . Washington megye nagyrészt vidéki, kiterjedt fenyőerdőkkel és sekély tengerparti talajokkal. A megye északon Choctaw megyével, keleten Clarke megyével , délen Mobile megyével és nyugaton Mississippi állammal határos.
A Tombigbee folyó és mellékfolyói az egész Washington megyében folynak. A folyó a keleti határ mentén halad, alsó mellékfolyói nyugat felé folynak Washington megyébe. A Tombigbee folyó a biodiverzitás szempontjából az egyik legkritikusabb folyó az Egyesült Államok délkeleti részén. Az Escatawpa folyó Washington megyében kezdődik, kevesebb mint egy mérföldre az Alabama-Mississippi határtól. A Nemzeti Park Szolgálat az Escatawpa folyót az ország egyik legkiválóbb fejletlen feketevizű patakjaként írja le, bár a vízgyűjtő nem tartalmaz közterületeket.
Az USA 45-ös és 43-as autópályái Washington megye fő közlekedési útvonalai. A US Highway 45 átszeli a megye délnyugati sarkát, a US Highway 43 pedig észak-déli irányban halad Washington megye keleti határán. A Chatomban található városi repülőtér a megye egyetlen repülőtere.

## Események és látnivalók
Számos kikapcsolódási lehetőség kínálkozik Washington megyébe látogatók számára. Az egykor Alabama területi fővárosa, a St. Stephens Historical Park egy 200 hektáros rezervátum, amely az óváros utcáin áthaladó sétaútvonalat és egy 90 hektáros kőfejtőt tartalmaz fehér homokos strandokkal.
Washington megyében számos olyan hely található, ahol különféle vízi sportokat és szabadtéri tevékenységeket élvezhetnek. A Washington County State Lake egy forrásból táplálkozó tó, ahol a látogatók horgászhatnak és csónakázhatnak, a Chatom Lake pedig egy közösségi központtal büszkélkedhet, ahol a nyilvánosság találkozókat és összejöveteleket tarthat, miközben kihasználja a tó előnyeit. Washington megyében számos hozzáférési pont található a Tombigbee folyóhoz. A kajak-kenu, a kajakozás, a vízisí és a jet-ski mind népszerű tevékenységek, amelyek a nyilvánosság számára elérhetők.
A Chatomban található megyei bíróság alagsorában található Washington County Museum a megye és lakóinak történetét őrzi. A múzeumban különféle műtárgyakat és történelmi papírokat állítanak ki, így a látogatók bepillantást engednek Alabama elsőként alapított megyéjének múltjába.